# Judith Rainhorn
Judith Rainhorn, née en 1971, est une historienne française spécialiste des migrations et  de la santé au travail. Son approche est comparative, elle croise histoire sociale, histoire politique et histoire environnementale.

## Biographie
De 1991 à 1995, Judith Rainhorn est élève de l'École normale supérieure de Fontenay-Saint-Cloud.
En 2001, elle soutient la thèse Des rives, des continents : les migrants italiens à La Villette et à East Harlem de 1880 aux années 1930 : intégration, mobilités et territoires urbains sous la direction de Jean-Luc Pinol. Sa thèse est publiée en 2005. Cet ouvrage est remarqué parce qu'il présente une approche comparative de l'immigration italienne. Judith Rainhorn étudie les migrations et l'intégration de la population italienne dans le quartier populaire de la Villette à Paris et celui de East Harlem à New York.
En 2010, elle publie avec Didier Terrier Étranges voisins. Altérité et relations de proximité dans la ville depuis le XVIIIe siècle, ouvrage collectif qui envisage la question du voisinage en ville, point aveugle de l'histoire.
En 2014, elle publie Santé et travail à la mine (XIXe – XXIe siècle). Judith Rainhorn revisite l’histoire de la mine à travers les enjeux de la santé au travail. Elle explore la santé des mineurs en Europe de l’Ouest, aux États-Unis, en Asie, en Afrique et en Amérique latine.
En 2019, elle publie Blanc de plomb. Histoire d’un poison légal. Cet ouvrage croise l’histoire sociale, l’histoire environnementale, l’histoire de la santé au travail et l’histoire politique. L'oxyde de plomb sert à blanchir la peinture. Il est fabriqué et utilisé massivement tout au long du XIXe siècle, alors que la toxicité de l'oxyde de plomb est parfaitement connue et documentée. Judith Rainhorn pose la question de l'acceptation de la dangerosité de l'oxyde de plomb par les ouvriers, les syndicats, les médecins, la population. Un produit de substitution, l'oxyde de zinc existe. L'utilisation de l'oxyde de plomb est interdite dans la peinture en bâtiment, en France, le 20 juillet 1909.
Elle est professeure en histoire sociale contemporaine à l'université Paris 1 Panthéon-Sorbonne. Elle est en délégation à la Maison française d'Oxford (2020-2022).
Blanc de plomb. Histoire d'un poison légal a été récompensé par trois prix : 22e prix d'histoire de l'Académie François-Bourdon , prix Prescrire 2020 , mention spéciale du jury du prix OCIRP-Francis Blanchard de l'AFOIT.

## Publications
- Paris, New York : des migrants italiens, années 1880 — années 1930, Paris, CNRS Éditions,, 2005, 233 p. (ISBN 9782271063304)
- Étranges voisins. Altérité et relations de proximité dans la ville depuis le XVIIIe siècle,, Rennes, Presses universitaires de Rennes, 2010, 276 p.
- Santé et travail à la mine, XIXe – XXIe siècles, Villeneuve d’Ascq, Presses universitaires du Septentrion, 2014, 313 p. (ISBN 978-2-7574-0739-4)
- Blanc de plomb. Histoire d’un poison légal,, Paris, Presses de Sciences Po, 2019, 372 p.